# Homoeocera sahacon
Homoeocera sahacon là một loài bướm đêm thuộc phân họ Arctiinae, họ Erebidae.